# Body Politics
Body Politics – Zeitschrift für Körpergeschichte ist eine interdisziplinär ausgerichtete, vorzugsweise geschichtswissenschaftliche Fachzeitschrift, die sich der Erforschung der Körpergeschichte des 18. bis 21. Jahrhunderts widmet (Zitierweise: Body Politics). Sie erscheint seit 2013 als kostenfreies Online-Journal.

## Struktur und Organisation
Diese Zeitschrift erscheint als Online-Journal ein- bis zweimal pro Jahr. Die Hefte sind jeweils einem bestimmten Thema gewidmet, dieses behandeln sie in zwei Rubriken (Perspektiven und Analysen); zusätzlich können sie ein oder zwei Artikel außerhalb dieses Themas („Offener Teil“) enthalten.
Body Politics veröffentlicht Artikel in deutscher oder englischer Sprache. Alle Beiträge haben ein beidseitig anonymisiertes Peer-Review durchlaufen und erscheinen kostenfrei im Open Access unter der Creative-Commons-Lizenz CC BY-NC-ND 3.0 (Deutschland). Die Urheberrechte für die Artikel verbleiben damit bei den jeweiligen Autoren.
Unterstützt werden die Herausgeber durch die Mitglieder ihres wissenschaftlichen Beirats: Thomas Alkemeyer (Oldenburg), Ulrike Bergermann (Braunschweig), Gabriele Dietze (Berlin), Franz X. Eder (Wien), Christa Hämmerle (Wien), Heinz-Gerhard Haupt (Bielefeld), Dagmar Herzog (New York), Klaus Hödl (Graz), Sabine Kienitz (Hamburg), Gesa Lindemann (Oldenburg), Thomas Lindenberger (Potsdam), Sabine Maasen (Basel), Jürgen Martschukat (Erfurt), Georg Mein (Luxemburg), Rolf Parr (Duisburg-Essen), Nicolas Pethes (Bochum), Sven Reichardt (Konstanz), Philipp Sarasin (Zürich), Detlef Siegfried (Kopenhagen), Jakob Tanner (Zürich), Jakob Vogel (Paris), Paula-Irene Villa (München) und Anne Waldschmidt (Köln).
Body Politics erscheint in Kooperation mit der Universitäts- und Forschungsbibliothek Erfurt/Gotha und in diesem Rahmen parallel innerhalb der Digitalen Bibliothek Thüringen. Die Deutsche Forschungsgemeinschaft unterstützte Body Politics durch eine dreijährige Anschubfinanzierung.

## Themenhefte
- Heft 1 - 1 (2013): Fordismus
- Heft 2 - 1 (2013): Gewaltverhältnisse
- Heft 3 - 2 (2014): Sport
- Heft 4 - 2 (2014): Tierkörper
- Heft 5 - 3 (2015): Fat Agency
- Heft 6 - 3 (2015): Becoming with Things
- Heft 7 - 4 (2016): Body Polis
- Heft 8 - 5 (2017): Affektkontrolle
- Heft 9 - 6 (2018): Technik
- Heft 10 - 6 (2018): Rausch
- Heft 11 - 7 (2019): (Körper-)Politik
- Heft 12 - 8 (2020): Die Biologische Uhr
- Heft 13 - 9 (2021): Zwischen Autonomie und Verletzlichkeit
- Heft 14 - 10 (2022): Ganzheitswissen
- Heft 15 - 11 (2023): Geschichte in Gummistiefeln